# Rocky Boy’s Agency
Rocky Boy’s Agency – jednostka osadnicza w Stanach Zjednoczonych, w stanie Montana, w hrabstwie Hill.